# Eurocopter AS532 Cougar

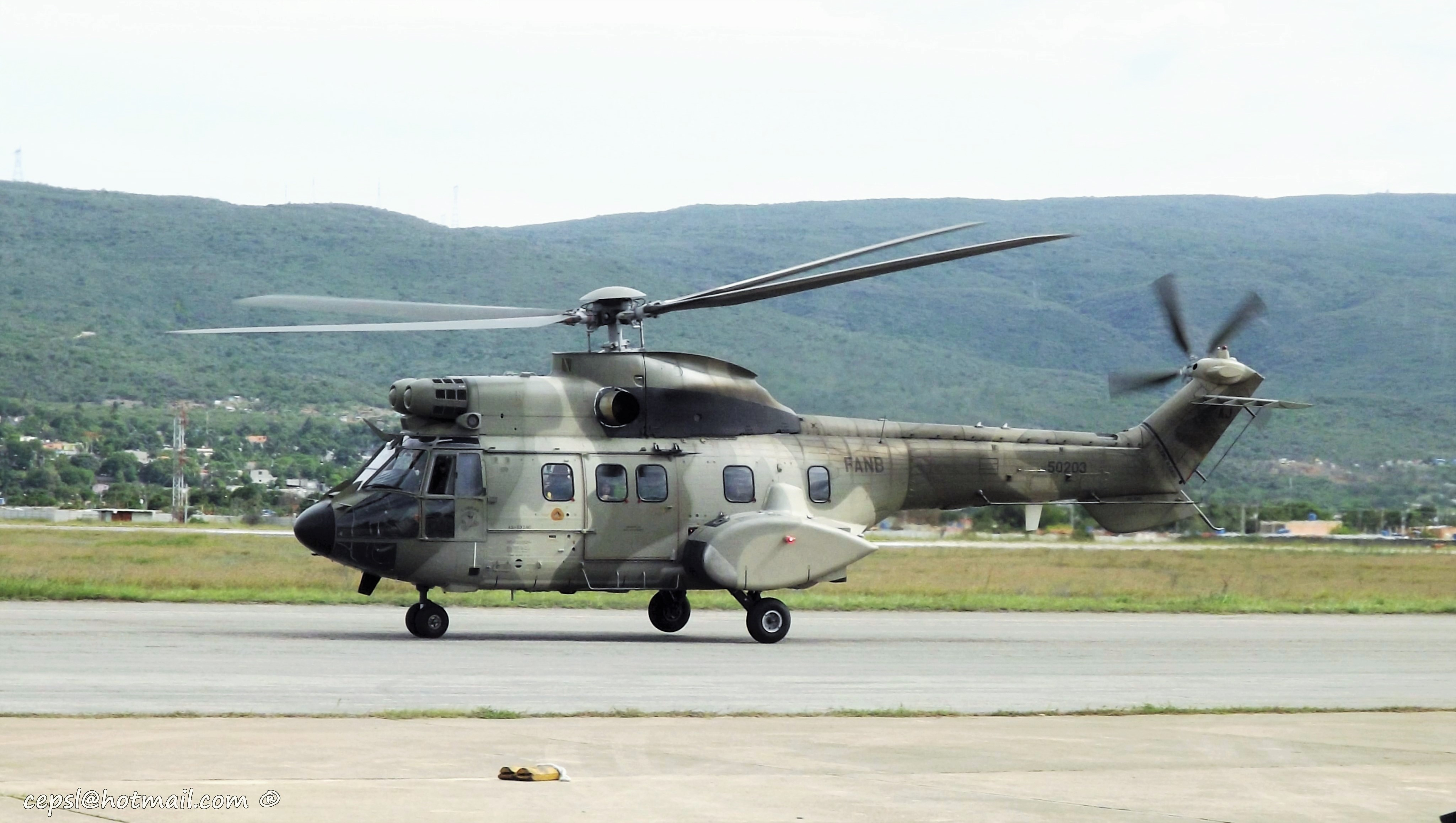
Eurocopter AS 532AC Cougar del Grupo Aéreo de Operaciones Especiales N.º 10, de la Aviación Militar Bolivariana de Venezuela.

El Airbus Helicopters H215M (anteriormente Eurocopter AS532 Cougar) es un helicóptero polivalente bimotor de tamaño medio fabricado por Airbus Helicopters (anteriormente el Grupo Eurocopter). El AS532 Cougar fue la continuación del desarrollo y actualización del Aérospatiale SA 330 Puma como helicóptero militar. Su equivalente civil fue el Eurocopter AS332 Super Puma (actualmente denominado Airbus Helicopters H215). El último modelo desarrollado a partir del AS532 Cougar es el Eurocopter EC725 Super Cougar (actualmente denominado Airbus Helicopters H225M).

## Desarrollo
El AS332 Super Puma, diseñado como una versión mejorada para reemplazar al SA330 Puma, voló por primera vez en septiembre de 1977. Fue equipado con dos motores turboeje Turbomeca Makila 1A1 de 1330 kW, palas del rotor de material compuesto, tren de aterrizaje mejorado y un estabilizador vertical de cola modificado.
En 1990, todas las designaciones militares del Super Puma cambiaron de AS332 a AS532 para distinguir entre las variantes civiles y militares de este helicóptero.

### Componentes
Referencias: army-technology.com

#### Armamento

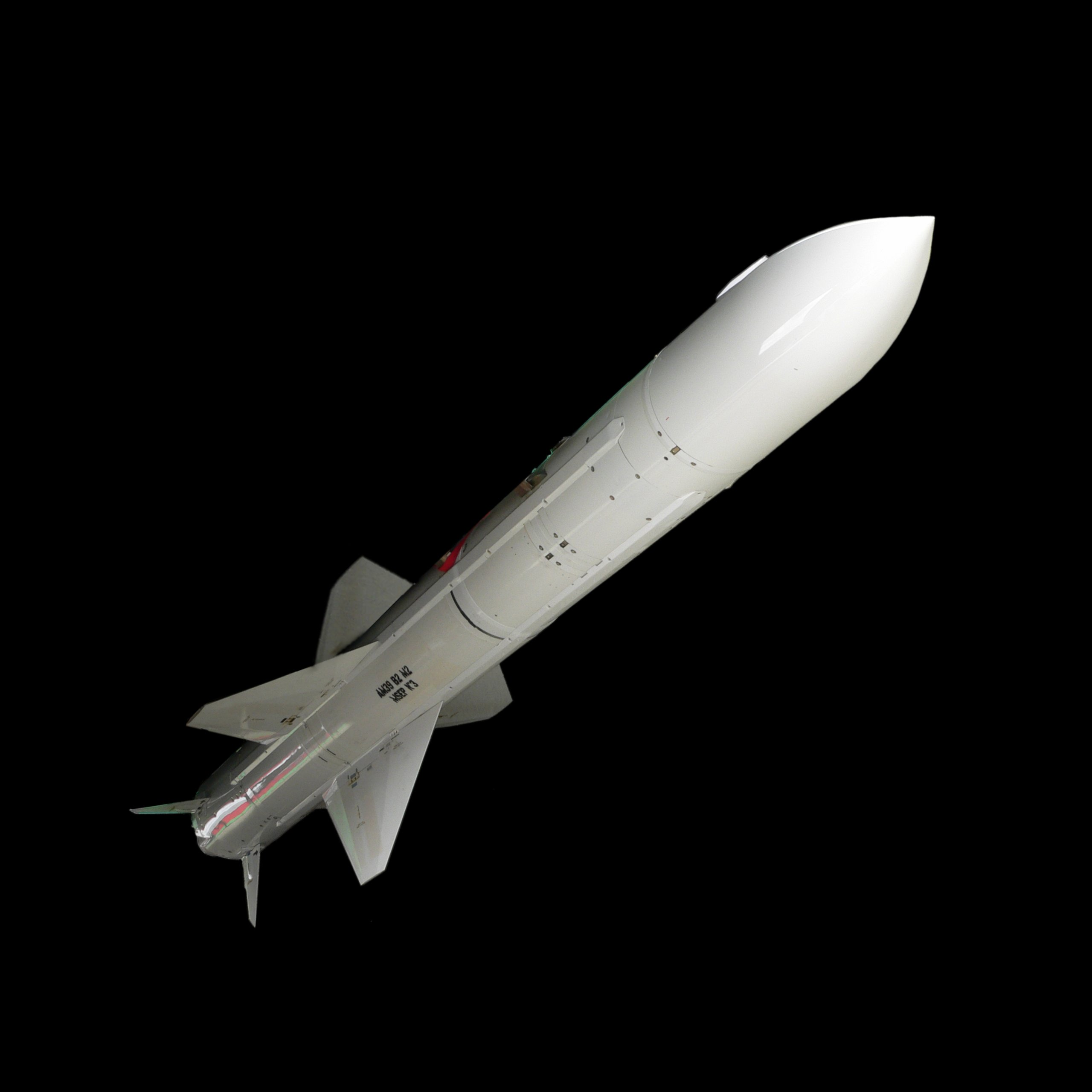
Exocet.

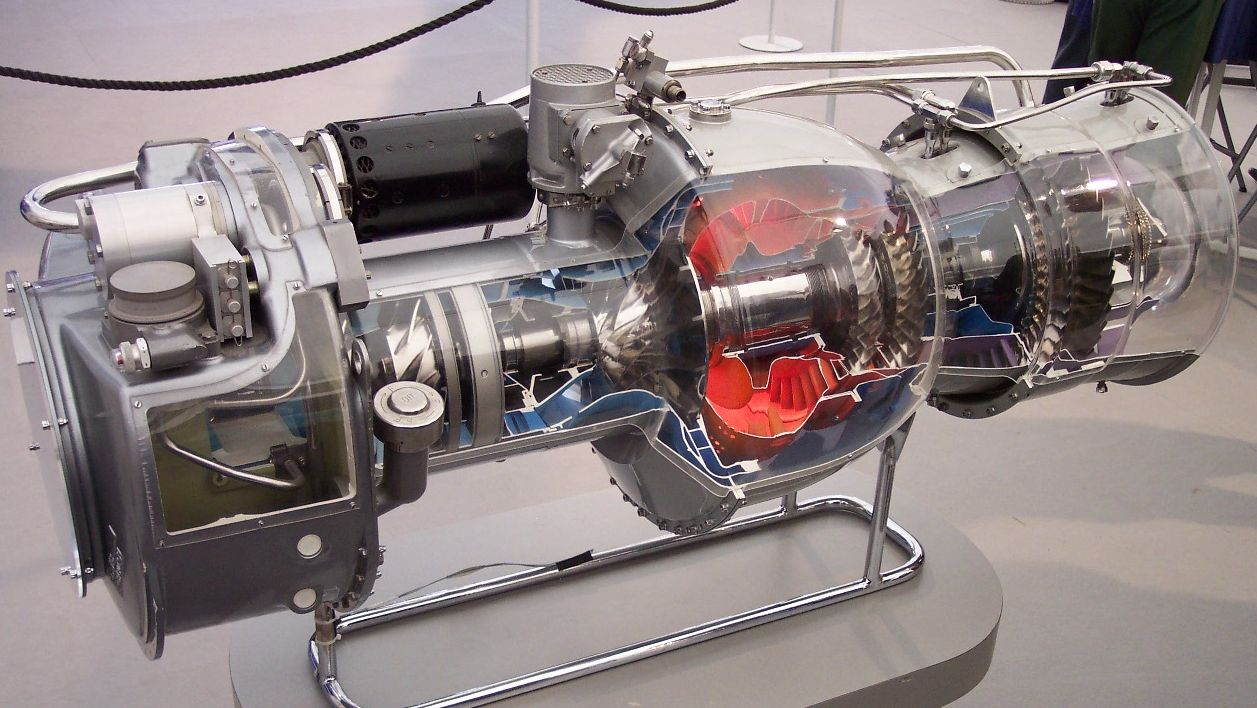
Makila.

| Sistema                          | País    | Fabricante          | Notas                             |
| -------------------------------- | ------- | ------------------- | --------------------------------- |
| Ametralladora (opción)           | Bélgica | FN Herstal          | 2 × FN MAG de 7,62 mm             |
| Cañón                            | Francia | GIAT/Nexter         | 1 × 20M621 de 20 mm               |
| Contenedor de cañón (opción)     | Francia | Nexter              | 2 × NC621 con cañón M621 de 20 mm |
| Cohete aire-tierra SNEB de 68 mm | Francia | TDA Armements SAS   |                                   |
| Cohete aire-tierra FZ de 68 mm   | Bélgica | Forges de Zeebrugge |                                   |
| Misil antibuque AS.15TT          | Francia | Aérospatiale        |                                   |
| Misil antibuque Exocet           | Francia | Aérospatiale        |                                   |

#### Propulsión
| Sistema | País    | Fabricante | Notas          |
| ------- | ------- | ---------- | -------------- |
| Motor   | Francia | Turbomeca  | 2 × Makila 1A. |

## Historia operacional

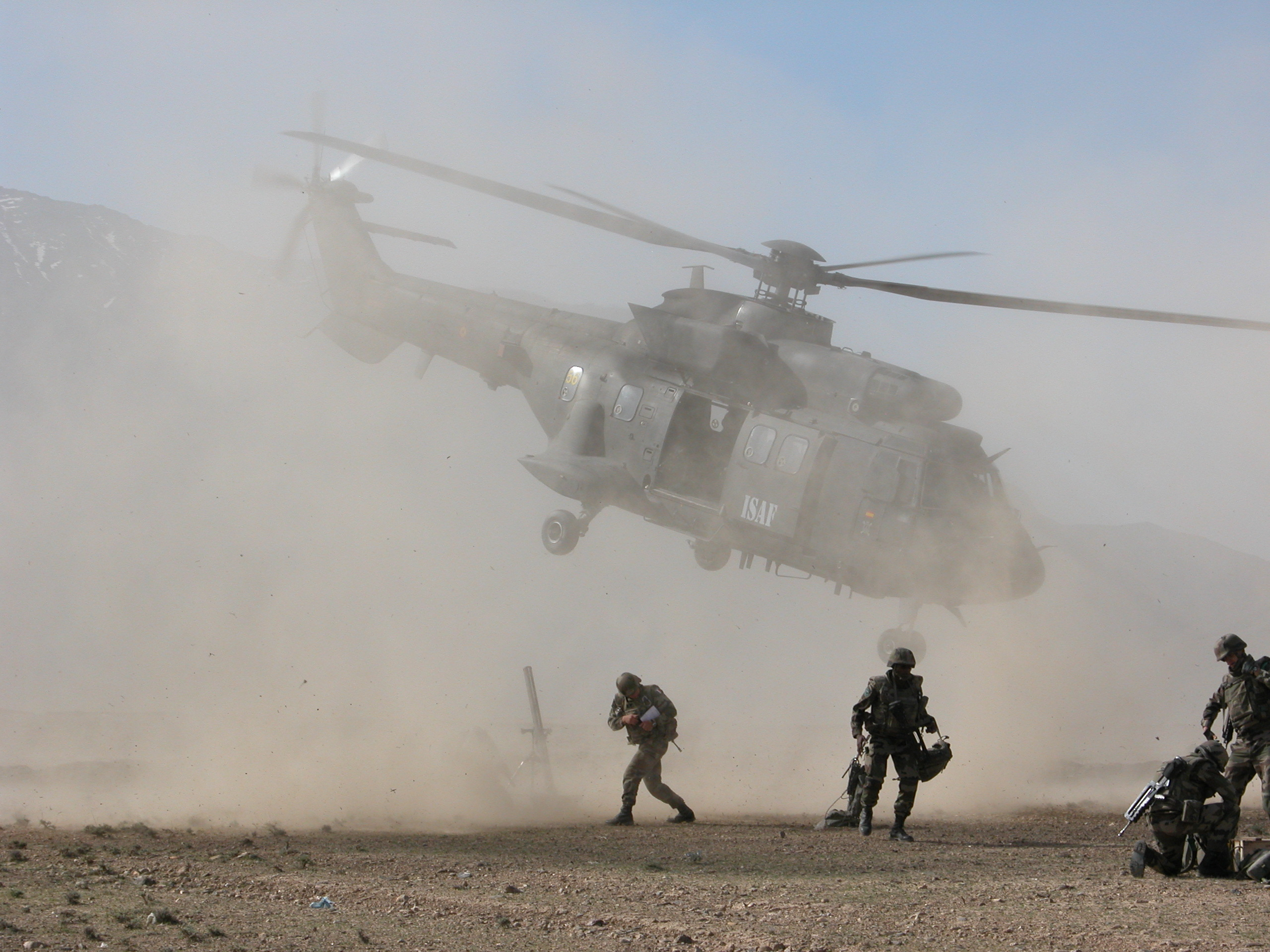
Eurocopter Cougar del Ejército de Tierra de España junto con legionarios del 2º Regimiento extranjero de infantería francés en la misión de la ISAF en Afganistán, 2005.

### Operación Romeo-Sierra
El equipo de asalto aéreo español que participó en el desalojo de la isla Perejil el 17 de julio de 2002, ocupada por marroquíes, estaba formado por cuatro helicópteros Eurocopter Cougar que transportaron a los miembros de operaciones especiales y tres UH-1H armados con ametralladoras para cubrirlos de cerca.

### Operación A-K
Entre agosto de 2003 y mayo de 2004 operó una flota de dos Cougar y dos de sus hermanos “menores” AS332B1 Super Puma, integradas en los  destacamentos ISPUHEL. Dicha fuerza, que relevó tres veces su personal, dio apoyo al contingente español que apoyó la estabilización de Irak.

### Misión de laISAFen Afganistán
El Ejército de Tierra de España contaba con cinco helicópteros Cougar para su misión en Afganistán.

## Variantes
Las variantes del Cougar son las siguientes:

### AS532SC

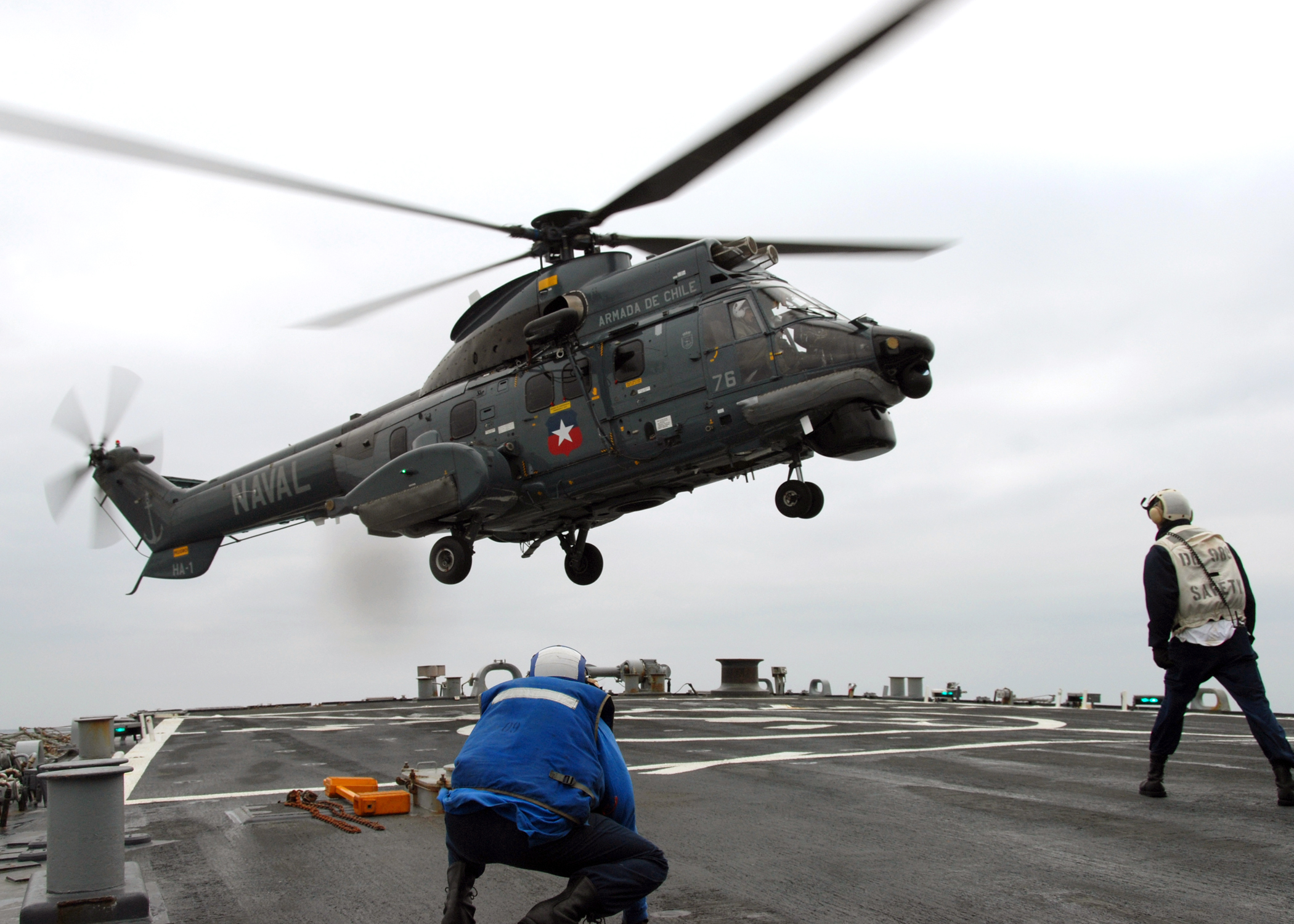
AS 532SC Cougar de la Armada de Chile.

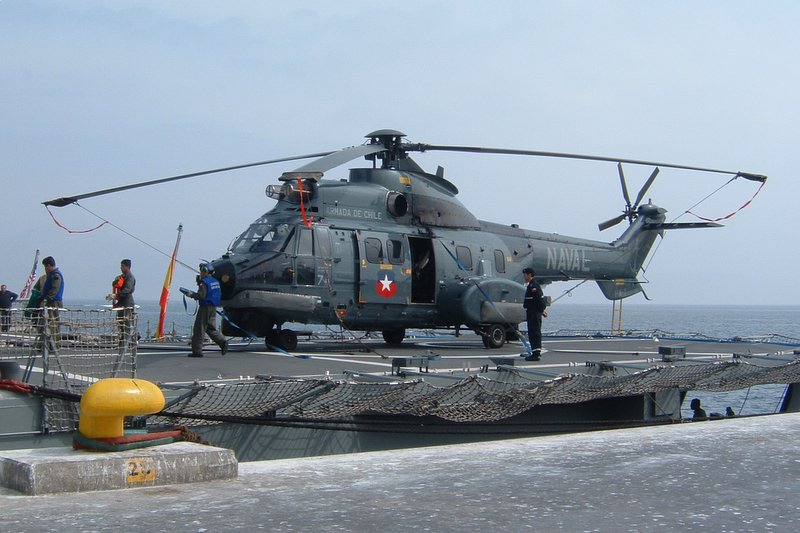
Helicóptero AS 532SC Cougar de la Armada de Chile.

El AS532SC es la versión marítima de la familia Cougar y está equipado con dos motores de turboeje Turbomeca Makila 1A1.
Se utiliza principalmente en las siguientes tareas:
- Guerra antisuperficie, ataque a navíos equipado con misiles AM39 Exocet.
- Guerra antisubmarina, ataque a submarinos equipado con sonar de profundidad variable y torpedos.
- Búsqueda y rescate (SAR).
- Patrullero marítimo.
- Visión nocturna e infrarroja (FLIR).

Para el aterrizaje en cubierta, puede ser equipado con un arpón para un asegurado rápido.

### AS532UL/AL

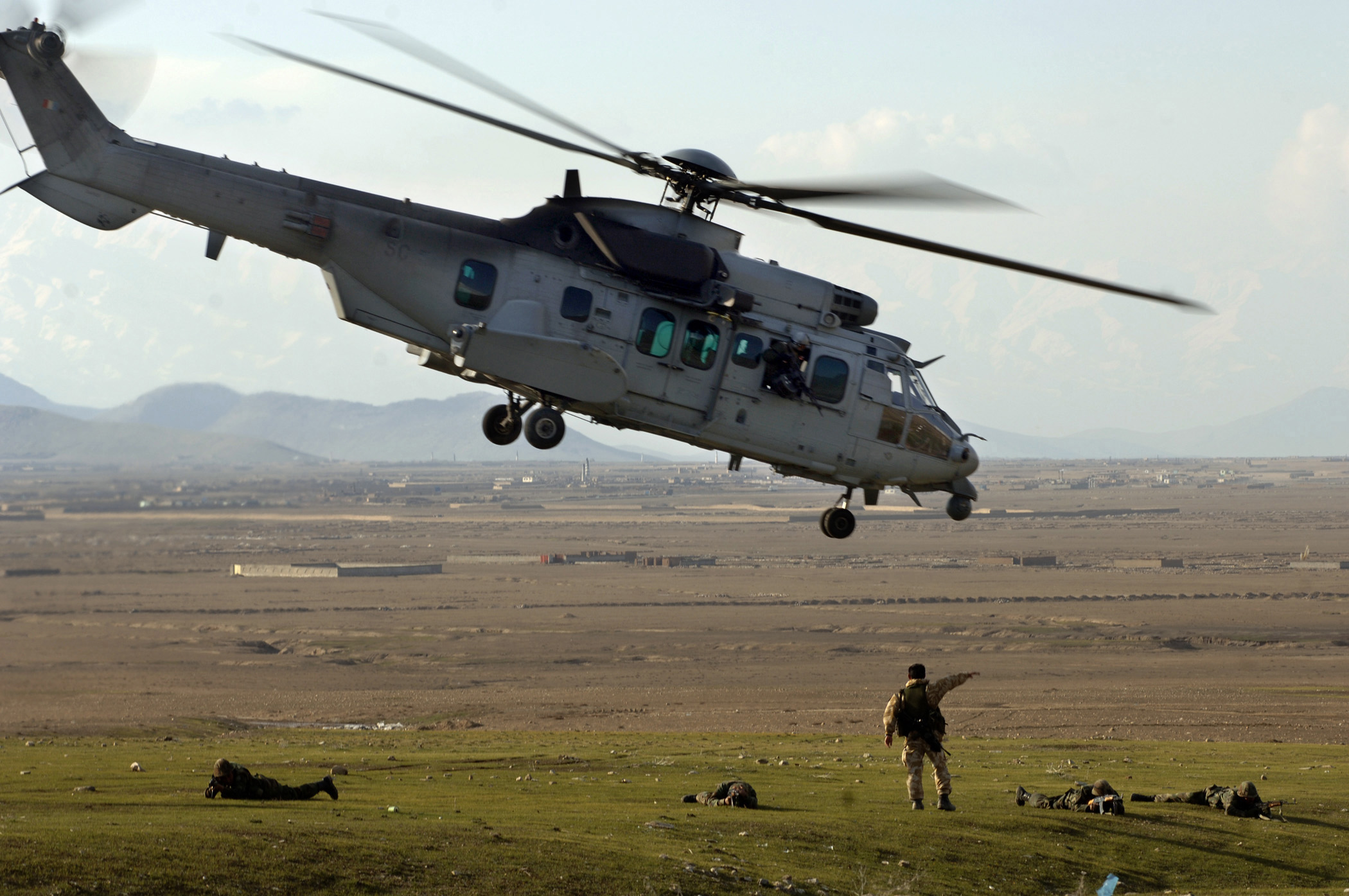
Miembros de la ISAF con un Cougar del Ejército Francés en Kabul, Afganistán, 15 de marzo de 2007, durante un ejercicio de evacuación médica.

El AS532AL es la versión alargada del Cougar y está equipado con dos motores de turboeje Turbomeca Makila 1A1. Lleva 2 tripulantes y 25 pasajeros o 10 pasajeros más 6 heridos en sendas camillas. Al igual que las otras versiones del Cougar, la versión larga puede levantar hasta 4,5 toneladas mediante eslinga.
Se pueden instalar sistemas de vigilancia del campo de batalla en la versión AS532UL (versión utilitaria).
Al AS532AL (versión armada) se le puede equipar una gran variedad de armas, incluyendo cañones de 20 mm montados sobre góndolas, lanzacohetes de 68 mm y ametralladoras montadas en los laterales.

### AS535
Versión de Búsqueda y Rescate en Combate (siglas CSAR en inglés y RESCO en francés) del Ejército Francés.

### EC725
El EC725 es un helicóptero de largo alcance, propulsado por dos motores turboeje Turbomeca Makila 2A, con capacidad para 2 tripulantes y una tropa de 29 soldados.

## Operadores

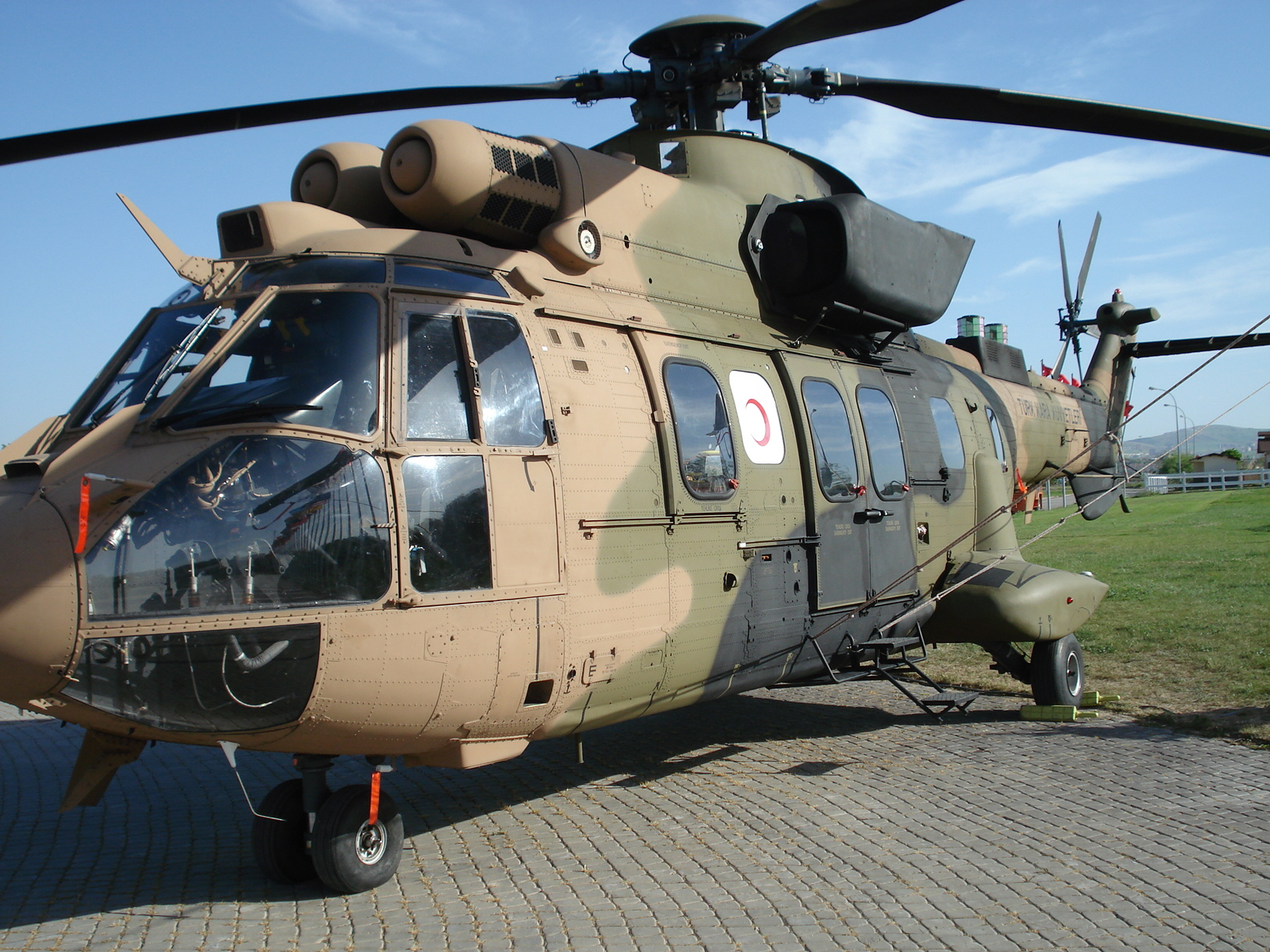
AS532 Cougar turco.

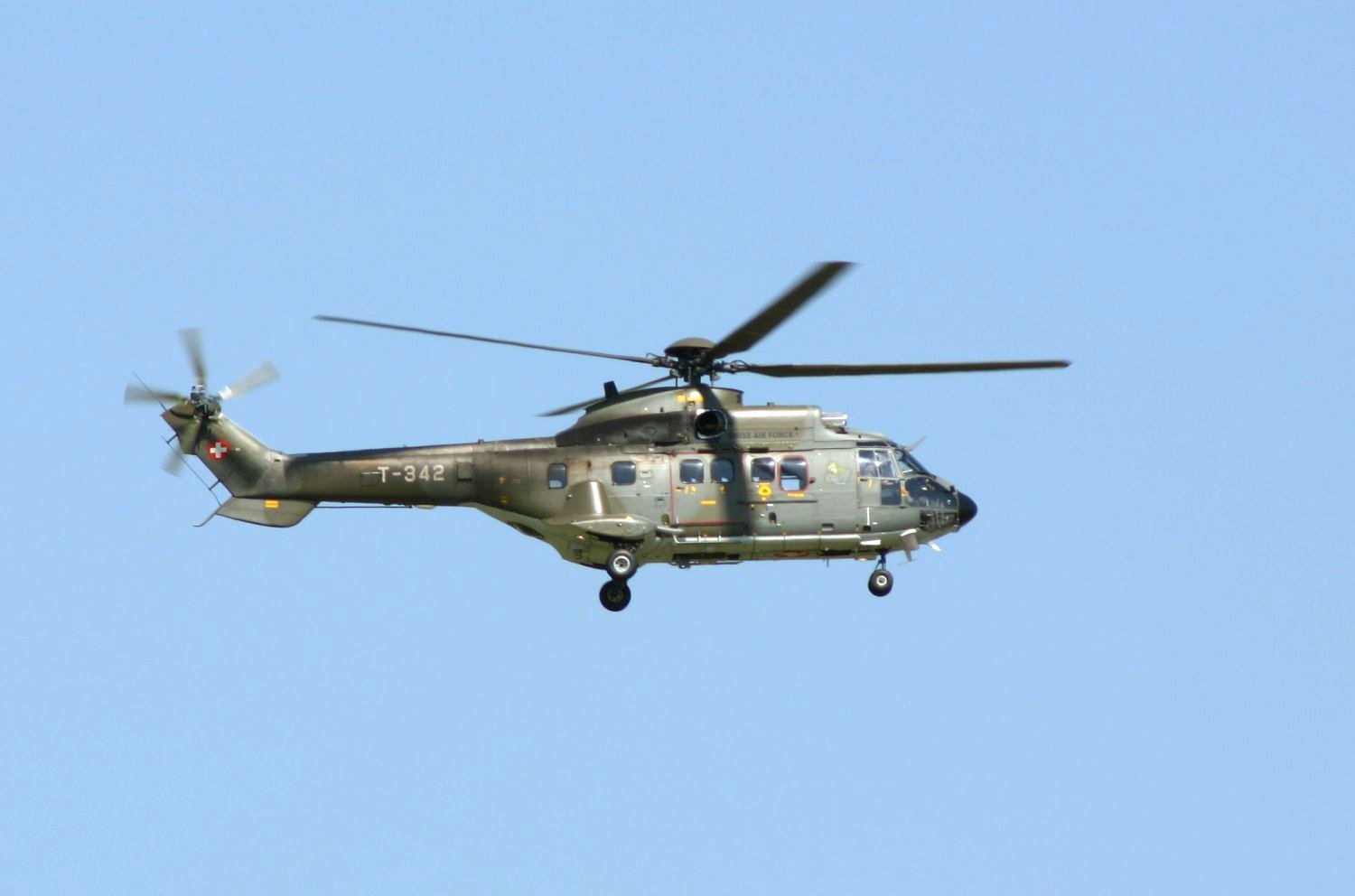
AS532 Cougar suizo.

### Actuales
Albania
- Fuerza Aérea Albanesa[9]

 Brasil
- Ejército Brasileño[9]

 Bulgaria
- Fuerza Aérea de Bulgaria[9]

 Chile
- Ejército de Chile[9]
- Armada de Chile[9]

 Francia
- Ejército de Tierra francés[9]

 Alemania
- Luftwaffe[10]

 Países Bajos
- Real Fuerza Aérea de los Países Bajos[9]

 Arabia Saudita
- Real Fuerza Aérea Saudí[9]
- Real Armada Saudita[9]

 Eslovenia
- Fuerza Aérea de Eslovenia[9]

 España
- Ejército de Tierra[9]

 Suiza
- Fuerza Aérea Suiza[9]

 Turquía
- Fuerza Aérea Turca[9]
- Ejército de Turquía[9]

 Uzbekistán
- Fuerza Aérea Uzbeka[9]

### Antiguo
Zimbabue
- Fuerza Aérea de Zimbabue[11]

## Especificaciones (AS532 UB)
Referencia datos: Brassey's World Aircraft & Systems Directory

### Características generales
- Tripulación: Dos (pilotos)
- Capacidad: 20 soldados
- Carga: 4650 kg (10 248,6 lb)
- Longitud: 15,5 m (51 ft)
- Diámetro rotor principal: 15,6 m (51,2 ft)
- Altura: 4,9 m (16,1 ft)
- Peso vacío: 4350 kg (9587,4 lb)
- Peso máximo al despegue: 9000 kg (19 836 lb)
- Planta motriz: 2× turboeje Turbomeca Makila 1A1.
  - Potencia: 1185 kW (1634 HP; 1611 CV) cada uno.

### Rendimiento
- Velocidad nunca excedida (Vne): 278 km/h (173 MPH; 150 kt)
- Velocidad máxima operativa (Vno): 249 km/h (155 MPH; 134 kt)
- Velocidad crucero (Vc): 239 km/h (149 MPH; 129 kt)
- Alcance: 573 km (309 nmi; 356 mi)
- Techo de vuelo: 3450 m (11 319 ft)
- Régimen de ascenso: 7,2 m/s (1417 ft/min)

## Aeronaves relacionadas

### Desarrollos relacionados
- Aérospatiale SA330 Puma
- Eurocopter AS332 Super Puma
- Eurocopter EC225 Super Puma
- Eurocopter EC725 Super Cougar

### Aeronaves similares
- Sikorsky S-92
- Sikorsky UH-60 Black Hawk
- AgustaWestland AW149
- NHIndustries NH90
- Mil Mi-17
- Mil Mi-38

### Secuencias de designación
- Secuencia AS/EC_ (interna de Aérospatiale/Eurocopter): ← AS350 - AS355 - SA/AS365 Dauphin - AS532 - AS550/AS555 Fennec - AS565 Panther - EC635 →
- Secuencia H_ (interna de Airbus Helicopters): ← H160 - H175 - H215 - H215M - H225 - H225M - NH90 →
- Secuencia H._ (Helicópteros del Ejército del Aire español, 1978-presente): ← HE.24 - HE.25 - HE/HU.26 - HT/HU.27 - HA.28 - HD.29 - HU.30